# 蔡结 (唐朝)
蔡结（9世纪？—899年），唐末湖南蛮族起事首领，史称 “蛮酋”，道州江华（今湖南江华县）人。
唐末朝政腐败，湖南课役益重。乾符六年（879年），黄巢领导的变民军从广州回师北上从桂州 （今桂林） 乘大筏沿湘江顺流而下，途经湖南零陵。黄巢军北上后，永、道二州一带先后兴起了以蔡结、唐行旻为领袖的两支武装。蔡结与何庾（何庚，道州人）等人在江华一带率众起事。六月，与因病留驻的黄巢部将鲁景仁配合，从江华率军，攻克道州城（弘道县）。结寨于道州深山密林，建立据点，鲁景仁又攻取连州（今广东连县），军威大振，多次挫败官军。在湘南一带割据近二十年，蔡结自称刺史。与拥兵郴州的陈彦谦、永州的唐行旻、连州的鲁景仁、衡阳的杨师远互为声援，成掎角之势。使唐朝在湘南及湖广边境地区的统治，事实上已不复存在。乾宁四年（897年），潭州刺史马殷攻陷邵州、衡州、永州后，遣将李瑭进攻道州，蔡结和何庾率军设伏于道州险要之地，大败唐军。他阻击李瑭军达数月之久。李瑭采用伐山焚林的办法，驱散蛮族武装。光化二年（899年）七月，李瑭攻陷道州城，蔡结及何庾等被俘杀。